# Gulreseda

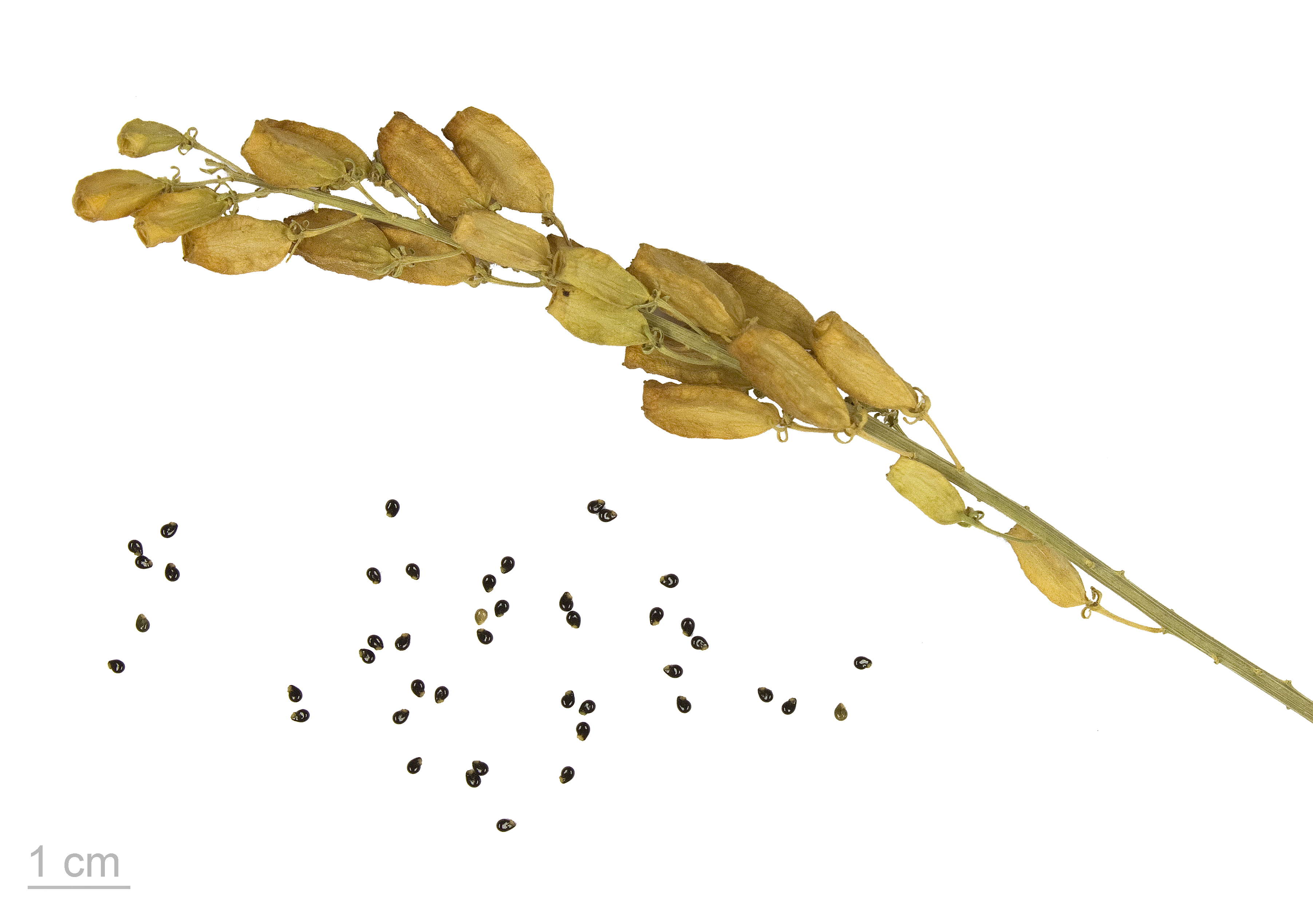
Reseda lutea

Gulreseda (Reseda lutea) är en växtart i familjen resedaväxter.